# Kiribati
Le Kiribati (AFI: /kiriˈbati/, in gilbertese: /ˈkiɾibæs/), ufficialmente Repubblica delle Kiribati (in inglese: Republic of Kiribati), sono uno stato insulare dell'Oceania di circa 135.000 abitanti.
L'ordinamento dello Stato è disciplinato dalla Costituzione delle Kiribati che si articola in due parti principali: la protezione dei diritti fondamentali e delle libertà individuali, con la definizione della cittadinanza, e l'organizzazione dei poteri esecutivi, legislativi e giudiziari. Le Kiribati sono una repubblica parlamentare, membro del Commonwealth delle nazioni. L'attuale presidente è Taneti Maamau.
La capitale è Tarawa Sud. Le lingue ufficiali sono l'inglese e il gilbertese: il nome del Paese, infatti, è il modo di dire e di scrivere Gilberts (da Gilbert's Islands) in lingua gilbertese.
Già colonia britannica per circa novant'anni, è indipendente dal 12 luglio 1979; dal 1999 è membro dell'ONU.

## Storia
Abitate da più di duemila anni da un popolo che parla una lingua oceanica, in contatto saltuario con tongani, figiani e samoani, "scoperte" abbastanza tardivamente dagli esploratori europei, erano densamente popolate quando furono riscoperte. Erano, per lo più, democrazie, nelle quali la legge e la giustizia erano decise in comune nelle maneaba ("case comuni") — con la sola eccezione, abbastanza recente, di qualche isola del nord dove c'erano piccoli regni in formazione, come a Butaritari o Abemama. Nonouti fu scoperta da Hernando de Grijalva nel 1537. Butaritari e la vicina Makin furono battezzate isole del Buen Viaje da Pedro Fernandes de Queirós nel 1606. Devono il proprio nome di isole Gilbert (in francese) all'ammiraglio Adam Johann von Krusenstern (un estone al servizio dello zar), che le battezzò nel 1820 con il nome del capitano Thomas Gilbert, che, insieme con il capitano John Marshall, le aveva attraversate nel loro viaggio del 1788 tra Botany Bay (futura Sydney) e Canton (Cina).
Fu il capitano francese Louis-Isidore Duperrey che le raffigurò insieme sulla stessa mappa nel 1824, confermando il nome dato loro da Krusenstern. Nel 1892, dopo una spartizione d'influenza con l'Impero tedesco, il Regno Unito mise sotto il proprio protettorato le sedici isole Gilbert e le otto isole Ellice, alle quali aggiunse a poco a poco Ocean Island, Fanning e Washington (1901), Christmas (1919) e le isole della Fenice (1937). Tra il 1916 e il 1925 (e legalmente fino al 1948), le isole Union (ora chiamate Tokelau) fecero anch'esse parte di questa colonia. Diventarono una colonia britannica nel 1916 (isole Gilbert ed Ellice) e la loro popolazione, negli anni 1920, assieme agli abitanti di Vanuatu, lavorò nelle miniere di fosfati a Ocean Island e Nauru (a circa 700 km da Tarawa), quando il neozelandese Albert Fuller Ellis scoprì la ricchezza di fosfati purissimi, formatisi dal contatto tra il guano degli uccelli e il corallo. Durante la seconda guerra mondiale l'arcipelago fu scenario di battaglie tra gli Alleati e l'esercito giapponese (campagna delle isole Gilbert e Marshall). Subito dopo la liberazione di Ocean Island, la sua popolazione sopravvissuta fu evacuata nell'isola Rabi, acquisita nelle Figi. Dal 1956 in poi, si decise per una maggiore autonomia locale. Nel 1971 ottennero l'autonomia interna.
Nel 1978 l'indipendenza fu concessa dapprima alle isole Ellice, separate dalle Gilbert dal 1975, con il nuovo nome di Tuvalu ("otto isole"). L'indipendenza totale fu concessa a Kiribati poco dopo, il 12 luglio 1979, novant'anni esatti dopo l'arrivo di Robert Louis Stevenson in quelle isole.
Con la risoluzione 1248 del Consiglio di sicurezza, il 25 giugno 1999 le Nazioni Unite ammisero Kiribati come membro effettivo.

## Geografia

### Morfologia
Nel mezzo del Pacifico, a cavallo dell'Equatore e della linea di cambiamento di data, le isole Kiribati comprendono 33 isole (tutte atolli, con la sola eccezione di Banaba), disperse su una zona marittima di circa 3550000 km² e spartite in tre arcipelaghi assai distanti tra loro (arcipelago Gilbert, arcipelago della Fenice e Sporadi equatoriali). Solo 21 di queste isole sono abitate in modo permanente.
Le Kiribati comprendono tre arcipelaghi:
- le isole Gilbert (16 isole, 279,23 km²), 1 500 km a nord delle Figi;
- le isole della Fenice (8 isole, 27,92 km², di cui 2 abitate), circa 1 800 km a sud-est delle isole Gilbert;
- le isole della Linea o Sporadi equatoriali (11 isole, 494,37 km², di cui tre abitate), circa 3 300 km a est delle isole Gilbert — e circa 2 000 km a sud delle Hawaii e 2 000 km a nord delle isole della Società (le isole della Linea comprendono anche l'isola Jarvis, la Kingman Reef e l'atollo Palmyra, ma questi ultimi sono amministrati dagli Stati Uniti)

e un'isola isolata (Banaba, 6,29 km²) — quest'ultima era nota come isola del guano, battezzata "Ocean Island" (lo sfruttamento dei giacimenti di fosfati è finito nel 1979, anno dell'indipendenza).
Le isole sono:
- Isole Gilbert: Abaiang, Abemama, Aranuka, Arorae, Banaba, Beru, Butaritari, Kuria, (Little) Makin, Maiana, Marakei, Nikunau, Nonouti, Onotoa, Tabiteuea, Tamana e Tarawa.
- Isole della Fenice: Birnie, Canton, (o Abariringa o Kanton), Enderbury, Manra (o Sydney), McKean, Nikumaroro (o Gardner), Orona (o Hull), Rawaki (o Phoenix), scogliera Winslow. Soltanto Canton è abitata da una ventina di residenti; Orona è ora disabitata.
- Sporadi equatoriali (o isole della Linea equatoriale): Carolina (o isola del Millennio, battezzata così nel 2000 per essere la prima terra dove si è alzato il sole del terzo millennio), scoglio di Filippo, Flint, Christmas (o isola Kiritimati, il più vecchio e il più grande atollo terrestre), Malden, Starbuck, Tabuaeran (o Fanning), Teraina (o Washington), isola Vostok. Soltanto le isole Christmas, Fanning e Washington sono abitate.

Quasi tutte le isole, con l'eccezione di Banaba, sono atolli che affiorano di poco sopra il livello del mare. Ciò comporta scarsa vegetazione e presenta difficoltà per l'agricoltura, limitata, per lo più, alla raccolta della copra, del 'karewe' (linfa fresca dell'albero di cocco) e del taro locale (Cyrtosperma chamissonis). L'intero paese rischia di scomparire per sempre nell’arco di pochi decenni, perché l’innalzamento dei mari, causato dal riscaldamento climatico globale, sta sommergendo lentamente le isole e rendendo inutilizzabili le risorse già scarse di acqua potabile.

## Popolazione

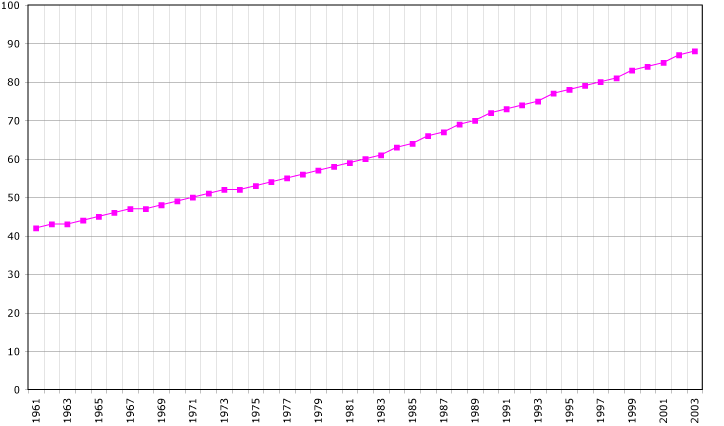
Andamento della popolazione di Kiribati dal 1961 al 2003

Gli abitanti sono detti in italiano gilbertesi (in gilbertese: "I-Kiribati"). Sono in forte crescita demografica e avvicinano i 120 000 abitanti (nel 2020, Kiribati Census). Le densità sono fra le più elevate nel mondo (non urbanizzato), soprattutto a Betio e in tutta Tarawa Sud, che conta da sola la metà degli abitanti della repubblica, sull'atollo di Tarawa.

### Sanità
Le isole Gilbert in cui risiede il 90% della popolazione sono sovraffollate. Questa densità aumenta l'inquinamento e minaccia la qualità e la speranza di vita. Per mancanza di acqua dolce sana e di sistemi di filtro, con una lente d'acqua dolce molto fragile con il cambio del clima, solo il 66% degli abitanti ha accesso ad acqua sana. Questo ha conseguenze sull'aumento di casi di congiuntivite, dissenteria e altre infezioni. Circa il 60% della popolazione fuma tabacco in modo regolare, la più alta proporzione al mondo. Ciò contribuisce all'aumento delle amputazioni e del diabete. Di conseguenza, la popolazione delle Kiribati dispone di una speranza di vita piuttosto bassa, 68,46 anni in media, e Kiribati è l'ultimo dei 20 paesi dell'Oceania. La speranza di vita è di 64,3 anni per gli uomini e di 69,5 per le donne e c'è una mortalità infantile di 41 morti per 1 000 nascite.
La tubercolosi è poco presente, con 365 casi annuali ogni 100 000.
La spesa totale, in un paese dove la sanità e le medicine sono gratuite per tutti, è di 268 dollari americani a testa (2006). Nel 1990-2007, c'erano 23 medici per 100 000 abitanti.
Altri problemi sanitari sono dovuti al consumo di troppi zuccheri (riso, alcol) e di verdure in quantità non sufficiente: ciò ha provocato un'epidemia di diabete, che si chiama in gilbertese la malattia dello zucchero ("te aoraki te tioka"), di avvelenamento per cibo avariato e di tabagismo.
La mancanza di acqua dolce e la siccità, come nelle isole meridionali e su Banaba, va di passo con una stagione secca, detta Aumaiaki, che diventa sempre più lunga.
Al 18 marzo 2021 non era stato rilevato nessun caso di COVID-19, dopo una chiusura totale delle frontiere dal marzo 2020.

### Religione
Il cristianesimo è la religione principale del paese. La maggioranza dei cristiani è cattolica (58,9% dell'intera popolazione), riunita nella diocesi di Tarawa e Nauru, mentre la Chiesa Protestante delle Kiribati (congregazionalista) e la Kiribati Uniting Church raccolgono meno di un terzo della popolazione. Ci sono anche i Testimoni di Geova, i Mormoni (circa il 5%) e viene professata pure la fede bahá'í, seguita soprattutto a Tarawa e nell'isola Christmas (meno del 4%).
- Cristiani:
  - Cattolici: 58,9%
  - Protestanti (KUC e KPC): 29,6%
  - Mormoni: 5,6%
- Fede baha'i: >3%
- Altri cristiani e altre religioni: <4%[19]

### Lingue
Mentre l'inglese è la lingua scritta della costituzione e delle amministrazioni, il taetae ni kiribati, o gilbertese, è la lingua vernacolare. Tra gli abitanti, nonostante a scuola si insegni intensamente l'inglese, si preferisce utilizzare la lingua locale.
Il gilbertese è una lingua austronesiana, sottogruppo oceanico. La lingua discende dal proto-oceanico ed è parificata all'inglese dalla costituzione del 1979. Una tenue minoranza parla ancora il tuvaluano (i discendenti degli abitanti delle isole Ellice rimasti dopo la separazione da Tuvalu nel 1976). Il gilbertese è ugualmente parlato nelle Tuvalu (sull'atollo Nui), nelle Figi (isola Rabi) e nelle isole Salomone, così come dai numerosi emigrati in Nuova Zelanda e negli Stati Uniti d'America (Hawaii).

## Ordinamento dello Stato

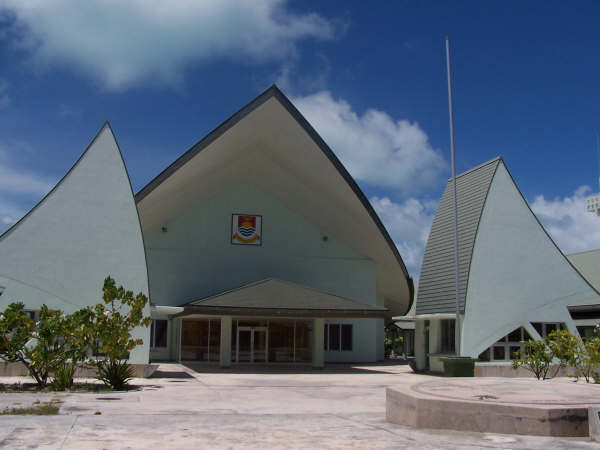
Il parlamento delle Kiribati

La Costituzione delle Kiribati adottata il 12 luglio 1979, giorno dell'indipendenza, ha creato una repubblica parlamentare. Il parlamento delle Kiribati, che si chiama ufficialmente Maneaba ni Maungatabu ("Casa comune (maneaba) della montagna sacra"), è eletto ogni quattro anni e si compone di 45 deputati (regime parlamentare). Un deputato, non eletto, vi rappresenta la comunità originaria di Banaba, confinata dal 1945 sull’isola Rabi (nelle isole Figi). L'"Attorney general" (procuratore generale) ne fu anche membro dal 1979 fino al 2016. Il presidente si chiama te Beretitenti ("il presidente" in gilbertese) ed è sia capo dello Stato sia del governo. È eletto, con suffragio universale diretto, dopo che il parlamento ha scelto tre o quattro candidati fra i parlamentari. Non può esercitare più di tre mandati. L'attuale presidente è Taneti Maamau, in carica dall'11 marzo 2016, rieletto nel giugno 2020.
Ognuna delle 21 isole abitate ha un consiglio che cura gli affari locali. L'atollo di Tarawa, dove si trova la capitale e la maggior parte del governo, ha tre comunità urbane distinte: Betio (Betio Town Council, BTC), che è anche la città più grande della Repubblica, Tarawa Sud (Teinainano Urban Council, TUC), Tarawa Nord (Tarawa Ieta). Tabiteuea è divisa in due: Tabiteuea Nord e Tabiteuea Sud. Il ministero del gruppo delle isole Sporadi equatoriali (in inglese, Line Islands) e dell'arcipelago della Fenice (Phoenix) si trova a London, sull'isola Christmas, o Kiritimati, a più di 3 000 km da Tarawa.

### Suddivisione amministrativa e capoluoghi
Kiribati, in base alla Costituzione, non ha vere e proprie suddivisioni amministrative, ma sono stati istituiti dei consigli (Council), uno per ogni atollo, eccezion fatta per Tarawa che ne ha tre e Tabiteuea che ne ha due.
Le isole abitate (21) sono le seguenti (abitanti del censimento del 2020):
- Abaiang (17,48 km²; 5 872 abitanti)
- Abemama (27,37 km²; 3 257 abitanti)
- Aranuka (11,61 km²; 1 223 abitanti)
- Arorae (9,48 km²; 983 abitanti)
- Banaba (6,29 km²; 330 abitanti)
- Beru (17,65 km²; 2 220 abitanti)
- Butaritari (13,49 km²; 3 241 abitanti)
- Canton Island (Abariringa) (9,1 km²; 20 abitanti)
- Isola Christmas (anche Kiritimati) (388,39 km²; 7 380 abitanti)
- Kuria (15,48 km²; 1 191 abitanti)
- Maiana (16,72 km²; 2 405 abitanti)
- Makin (7,89 km²; 1 914 abitanti)
- Marakei (14,13 km²; 2 738 abitanti)
- Nikunau (19,08 km²; 2 061 abitanti)
- Nonouti (19,85 km²; 2 792 abitanti)
- Onotoa (15,62 km²; 1 423 abitanti)
- Tabiteuea, a sua volta suddivisa in Tabiteuea Nord (25,78 km²; 4 120 abitanti) e Tabiteuea Sud (11,85 km²; 1 357 abitanti)
- Tabuaeran (Isola Fanning) (33,73 km²; 1 992 abitanti)
- Tamana (4,73 km²; 1 054 abitanti)
- Tarawa Nord (15,26 km²; 7 041 abitanti)
- Tarawa Sud (15,76 km²; 63 439 abitanti), con i consigli di Betio e del Teinainano Urban Council
- Teraina (Isola Washington) (9,55 km²; 1 907 abitanti)

### Città principali
La città principale, nonché capitale, è il Teinainano Urban Council (TUC), sull'atollo di Tarawa, mentre la seconda città è Betio (BTC), sempre su Tarawa Sud. Le due città concentrano il 52% della popolazione totale del paese.

## Inno nazionale
L'inno nazionale delle Kiribati è Kunan Kiribati (in gilbertese Canzone delle Kiribati), adottato il 12 luglio 1979, da un componimento poetico e musica di Ioteba Tamuera Uriam.

## Istruzione
Nell'ambito dei Campus regionali dell'Università del Pacifico del Sud, a Kiribati si trova l'USP Kiribati Campus.

## Economia
Le Kiribati hanno poche risorse naturali. I depositi di fosfati di Ocean Island sono stati esauriti prima dell'indipendenza. La copra e la pesca rappresentano (2003) la maggior parte sia della produzione, sia dell'esportazione. Fra i prodotti di esportazione, notabili i pesci d'acquario. Dal 2003 si erano sviluppate le crociere dalle Hawaii alle Kiribati (atollo di Fanning), ma si sono fermate nel 2008.
L'economia ha fortemente fluttuato negli ultimi anni. Lo sviluppo economico è limitato per mancanza di lavoratori qualificati (eccetto i marinai, educati al Marine Training Centre di Betio e molto ricercati in Germania), la debolezza dell'infrastruttura e la distanza dei mercati internazionali. La maggior parte degli introiti proviene dai diritti di pesca pagati dall'Unione europea, dalla Corea e da Taiwan (quest'ultima fino al 2019).
Resta alto il tasso di disoccupazione: nei villaggi si pratica per lo più attività di sussistenza, come la pesca e le quotidiane faccende domestiche.
Per la maggior parte della popolazione la carne è ancora un prodotto alimentare dai prezzi proibitivi, a causa degli alti costi per l'importazione, proveniente principalmente dalla Nuova Zelanda.

### Turismo
Il turismo fornisce più di un quinto del prodotto nazionale lordo. Gli aiuti finanziari esterni, provenienti in gran parte dal Regno Unito e dal Giappone, hanno negli ultimi anni apportato fra il 25% e il 50% del prodotto nazionale lordo.

### Trasporti
I collegamenti aerei internazionali sono diventati problematici soprattutto dopo che Air Kiribati, la compagnia nazionale, ha rinunciato al suo solo aereo capace di raggiungere Figi e Tuvalu (un ATR-72 franco-italiano) e ha acquisito solo a fine 2019 un Embraer 190 E-2, che purtroppo ha volato una sola volta nel 2020. Air Kiribati aveva anche dovuto rinunciare al suo solo charter (un Boeing 737), per cui al collegamento principale provvedeva l'Aloha Airlines, che aveva un collegamento settimanale, ormai finito e rimpiazzato da uno scalo settimanale di Air Pacific e poi Fiji Airways, anch'esso sospeso dalla pandemia, sulla rotta da Honolulu a Nadi (Figi) su Christmas. Il collegamento da Tarawa al resto del mondo era coperto da Air Marshall Islands, da Majuro e dall'ex Air Nauru o più recentemente da Solomon Airlines fino a Brisbane. Air Kiribati mantiene soltanto i collegamenti interni fra le isole Gilbert (meno Banaba) e fra le tre isole della Linea abitate, con piccoli velivoli.
A Kiribati non ci sono ferrovie: gli unici mezzi di spostamento sono i mezzi su gomma, soprattutto moto e piccoli camion. Le automobili si trovano soprattutto nella capitale Tarawa Sud e nel resto del paese sono pressoché assenti. È molto comune l'uso di canoe tradizionali (te wa), tra le più veloci al mondo.
Non esiste il concetto geografico di destra e sinistra: per spostarsi, si utilizza in lingua locale la "direzione mare" e la "direzione laguna".

## Ambiente
Diverse parti del territorio sono totalmente/parzialmente protette: ad esempio è stata creata una riserva naturale di 410500 km² (la più grande al mondo) come area marina protetta, chiamata PIPA (Phoenix Islands Protected Area, 2008). Parti di Christmas sono protette (riserve).

## Bandiera
Pur facendo parte del Commonwealth, la bandiera delle Kiribati è una delle poche in Oceania a non raffigurare l'Union Jack britannica. A sfondo rosso, la bandiera raffigura il sol levante che sorge dal mare e getta 17 raggi, le 16 isole Gilbert e Banaba. Sopra il sole è disegnata una fregata minor (in lingua locale te eitei).

## Fuso orario e linea di cambio di data
L'arcipelago era a cavallo del meridiano del cambiamento di data (180°); in previsione del passaggio all'anno 2000, le autorità decisero (nel 1994, con effetto dal 1º gennaio 1995) di cambiare il fuso orario (prima la repubblica era tagliata in due e viveva su due date simultaneamente, il che non era sempre pratico per gli abitanti e il governo). Oltre a essere stati i primi ad abbandonare l'anno 1999, gli abitanti delle Sporadi Equatoriali (Kiribati) furono dunque i primi a entrare nel 2000 (con l'esattezza questo avvenne sull'isola Carolina, diventata Millennium Island) e poi, l'anno seguente, nel nuovo secolo e nel nuovo millennio. Oggi l'intero Stato ha un fuso orario nella stessa data, di UTC+12 o +13 (Phoenix) o +14 (Sporadi Equatoriali) e non esiste l'ora legale. È comunque da notare che la Christmas Island, sempre appartenente alle Kiribati, è due ore più avanti rispetto al resto del paese (cioè a GMT+14) ed è ufficialmente il posto dove inizia, prima di tutto il resto del mondo, un nuovo giorno. A ruota seguono le Chatham Islands, appartenenti alla Nuova Zelanda, che registrano GMT+13.45, ma solo quando viene aggiunta l'ora legale (nel periodo ottobre-marzo). Seguono quindi le isole Tonga a GMT+13 tutto l'anno: qui non si applica l'ora legale. A GMT+13 si trova anche la Nuova Zelanda nel periodo estivo.

## Cultura

### Patrimoni dell'umanità
L'area protetta delle Isole della Fenice è stato il primo sito delle Kiribati a essere iscritto, nel 2010, nella Lista dei patrimoni dell'umanità dell'UNESCO.

### Cucina
Un tipico cibo delle Kiribati è il te tuae.

## Sport
Per quanto riguarda il calcio, esiste una rappresentativa nazionale che ha esordito nel 1979 e che ha subito sconfitte pesanti dalle altre nazionali contro cui ha gareggiato, senza ancora vincere una partita ufficiale. C'è un organo nazionale per il calcio, la Kiribati Islands Football Federation, abbreviata KIFF, che è affiliata all'OFC, ma non ancora alla FIFA.
Lo sport in cui il paese ha ottenuto i risultati migliori è tuttavia il sollevamento pesi, disciplina con cui Kiribati ha partecipato a varie edizioni dei Giochi olimpici e dei Giochi del Commonwealth. I sollevatori gilbertesi di maggior rilievo sono David Katoatau e Kaimauri Erati.

## Ricorrenza nazionale
- 12 luglio: Independence Day, si celebra l'indipendenza dal Regno Unito nel 1979.